# Saison 3 de Call Me Fitz
Chronologie
Saison 2 Saison 4
Cet article présente les douze épisodes de la troisième saison de la série télévisée canadienne Call Me Fitz.

## Synopsis
Richard « Fitz » Fitzpatrick est un vendeur de voitures d’occasions dont la vie va changer avec l’arrivée d’un nouveau vendeur, le bien-pensant Larry, qui se prétend être la conscience de Fitz, et qui va devenir son alter ego.

## Distribution

### Acteurs principaux
- Jason Priestley (V. F. ; V. Q. : Martin Watier) : Richard « Fitz » Fitzpatrick
- Ernie Grunwald (en) (V. F. ; V. Q. : Frédéric Paquet) : Larry
- Peter MacNeill (V. F. ; V. Q. : Vincent Davy) : Ken Fitzpatrick
- Kathleen Munroe (V. F. ; V. Q. : Mélanie Laberge) : Ali Devon
- Tracy Dawson (V. F. ; V. Q. : Manon Leblanc) : Meghan Fitzpatrick
- Donavon Stinson (V. F. ; V. Q. : Louis-Philippe Dandenault) : Josh McTaggart
- Brooke Nevin (V. F. ; V. Q. : Ariane-Li Simard-Côté) : Sonja Lester

## Production
En septembre 2011, le tournage de la série s'est poursuivi pour démarrer la troisième saison dans le New Minas, en Nouvelle-Écosse, au Canada. Puis, le 19 décembre 2011, le renouvellement de la troisième saison a été officialisé pour une diffusion en septembre 2012.

## Liste des épisodes

### Épisode 1:J'emmerde la mairie
- Canada : 23 septembre 2012 sur HBO Canada[5]
- Québec : 15 juillet 2013 sur AddikTV[6]
- France : sur Série Club

### Épisode 2:Fiction 30% moins pulpeuse
- Canada : 23 septembre 2012 sur HBO Canada
- Québec : 15 juillet 2013 sur AddikTV

### Épisode 3:Puceau mourir
- Canada : 30 septembre 2012 sur HBO Canada
- Québec : 22 juillet 2013 sur AddikTV

### Épisode 4:Ethnique man, de la gloire au déclin
- Canada : 7 octobre 2012 sur HBO Canada
- Québec : 22 juillet 2013 sur AddikTV

### Épisode 5:Séduire le vote féminin
- Canada : 14 octobre 2012 sur HBO Canada
- Québec : 29 juillet 2013 sur AddikTV

### Épisode 6:La Semence-gate
- Canada : 21 octobre 2012 sur HBO Canada
- Québec : 29 juillet 2013 sur AddikTV

### Épisode 7:Le Cadavre exquis de Meghan Fitzpatrick
- Canada : 28 octobre 2012 sur HBO Canada
- Québec : 5 août 2013 sur AddikTV

### Épisode 8:Dieu, vous êtes là? Je dois parler à Frank
- Canada : 4 novembre 2012 sur HBO Canada
- Québec : 5 août 2013 sur AddikTV

### Épisode 9:Teetotal Recall
- Canada : 11 novembre 2012 sur HBO Canada
- Québec : 12 août 2013 sur AddikTV

### Épisode 10:Apoca-Fitz
- Canada : 18 novembre 2012 sur HBO Canada
- Québec : 12 août 2013 sur AddikTV

### Épisode 11: titre français inconnu (And Baby Makes… Fuck! Part One)
- Canada : 25 novembre 2012 sur HBO Canada
- Québec : 19 août 2013 sur AddikTV

### Épisode 12: titre français inconnu (And Baby Makes… Fuck!: Part Two)
- Canada : 2 décembre 2012 sur HBO Canada
- Québec : 19 août 2013 sur AddikTV